# Polskie disco
Polskie disco – jedenasta płyta Marcina Siegieńczuka, wydana w październiku 2010 roku w firmie fonograficznej Folk. Znajduje się na niej łącznie 18 piosenek, z czego jedna to cover, a 6 to remiksy. Do utworów „Nie rezygnuj z niej”, „Polskie disco”, „Sąsiadka z boku”, „Parą nigdy nie będziemy” w duecie z Magdą Niewińską oraz „Trzęś tyłkiem” zostały nakręcone teledyski.

## Lista utworów
1. „Nie rezygnuj z niej"
2. „Polskie disco"
3. „Całe moje szczęście to Ty"
4. „Sąsiadka z boku"
5. „Po prostu kochaj mnie z całych sił"
6. „Parą nigdy nie będziemy” (duet z Magdą Niewińską)
7. „Nie wracaj już"
8. „Zatańcz ze mną (że mucha nie siada)”
9. „Trzęś tyłkiem"
10. „Na te smutki napij się..."
11. „Letniej miłości przygoda"
12. „Wszędzie ze mną (Dominika)” (light version)
13. „Powiedzieć, że Cię kocham” (dance version)
14. „Polskie disco” (Serenity remix)
15. „Po prostu kochaj mnie z całych sił” (Sky Dee Joy rmx)
16. „Trzęś tyłkiem” (Sky Dee Joy rmx)
17. „Ach śpij kochanie (cover Eugeniusza Bodo)
18. „Polskie disco” (fun mix)